# جو كارتر (لاعب كرة قاعدة)
جو كارتر (بالإنجليزية: Joe Carter)‏ (و. 1960  م) هو لاعب كرة قاعدة أمريكي، ولد في أوكلاهوما سيتي، أوكلاهوما، مركز لعبه هو لاعب أيمن ‏.

## جوائز
حصل على جوائز منها:
- قاعة أونتاريو الرياضية للمشاهير  [لغات أخرى]‏
- قاعة البيسبول الكندية للمشاهير  [لغات أخرى]‏

## روابط خارجية
- جو كارتر على موقعبيزبول رفرنس.كوم (الدوري الرئيسي) (الإنجليزية)
- جو كارتر على موقعبيزبول رفرنس.كوم (الدوري الثانوي) (الإنجليزية)
- جو كارتر على موقع مشجعي الرسوم البيانية (الإنجليزية)
- جو كارتر على موقع قاعة كنساس للمشاهير الرياضية (مؤرشف) (الإنجليزية)
- جو كارتر على موقع قاعة أونتاريو للمشاهير الرياضية (مؤرشف) (الإنجليزية)